# Кубаев, Мемет Исмаил
Меме́т Исмаи́л Куба́ев (крымскотат. Memet İsmail Qubayev, Мемет Исмаил Къубаев; род. Корбек 1883—1937) — Председатель ЦИК Крымской АССР (1928—1931).

## Биография
Родился в селе Корбек. Сапожник.
В ходе Гражданской войны воевал в партизанском отряде. Проводил агитацию среди сельского населения против объявленной Деникиным мобилизации в Белую армию, за что был арестован и посажен в тюрьму.
28 января 1928 года на внеочередной сессии ЦИК Крымской АССР было принято решение снять Вели Ибраимова с поста председателя, исключить его из состава членов ЦИК. Новым председателем единогласно избран Мемет Исмаил Кубаев.
Спустя несколько месяцев в суде над Вели Ибраимова совместно с А. Граловым, И. У. Тарханом и Б. А. Чагаром выступил в качестве общественного обвинителя.
В этот период активно шло раскулачивание. Так, согласно докладу полпреда ОГПУ по Крымской АССР Салыня, на 26 марта 1930 года раскулачено и определено к выселению 16 тысяч человек. За 1930—1931 гг. в «кулацкую ссылку» было отправлено 4325 семей, в том числе на Урал — 2772 семьи и Северный край — 1553 семьи. К 1 мая 1931 года отобрано у кулаков 50 000 гектаров. Бо́льшая часть сельского населения Крыма при этом являлись крымскими татарами. В связи с происходящим, в феврале 1931 года Мемет Исмаил Кубаев на партийной конференции Джанкойского района заявил, что Москва проводит политику великодержавного шовинизма, разоряет трудовые массы Крыма, и прежде всего — татар.
За такое высказывание 20 февраля 1931 года он был снят с должности председателя ЦИК Крымской АССР.
3 февраля 1937 года арестован Алуштинским РО УНКВД Крыма по обвинению в участии в контрреволюционной организации и антисоветской агитации. 29 июня 1937 года Верховным Судом Крыма по ст. 58-10 УК РСФСР приговорён к 10 годам исправительно-трудового лагеря. 12 июня 1968 года посмертно реабилитирован Верховным Судом УССР.